# Лафетное
Лафе́тное — деревня в Октябрьском районе Челябинской области России. Входит в состав Кочердыкского сельского поселения.

## География
Деревня находится на востоке Челябинской области, в лесостепной зоне, на северо-восточном берегу озера Лафетинское, на расстоянии примерно 26 км (по прямой) к северо-востоку от села Октябрьское, административного центра района. Абсолютная высота — 175 м над уровнем моря.

## Население
| 2002 | 2010 |
| ---- | ---- |
| 154  | ↘35  |

Гендерный состав
По данным Всероссийской переписи населения 2010 года в гендерной структуре населения мужчины составляли 45,7 %, женщины — соответственно 54,3 %.
Национальный состав
Согласно результатам переписи 2002 года, в национальной структуре населения русские составляли 71 %.

## Улицы
Уличная сеть деревни состоит из трёх улиц (Заречная, Кузьминская и Рабочая).